# Liste des lauréats du prix Shanti Swarup Bhatnagar en ingénierie
Le prix Shanti Swarup Bhatnagar de sciences et technologie est l'une des plus hautes distinctions scientifiques multidisciplinaires en Inde. Il a été créé en 1958 par le Conseil de recherche scientifique et industrielle, en l'honneur de Shanti Swarup Bhatnagar, son fondateur et directeur et reconnaît l'excellence dans la recherche scientifique en Inde.

## Liste de lauréats

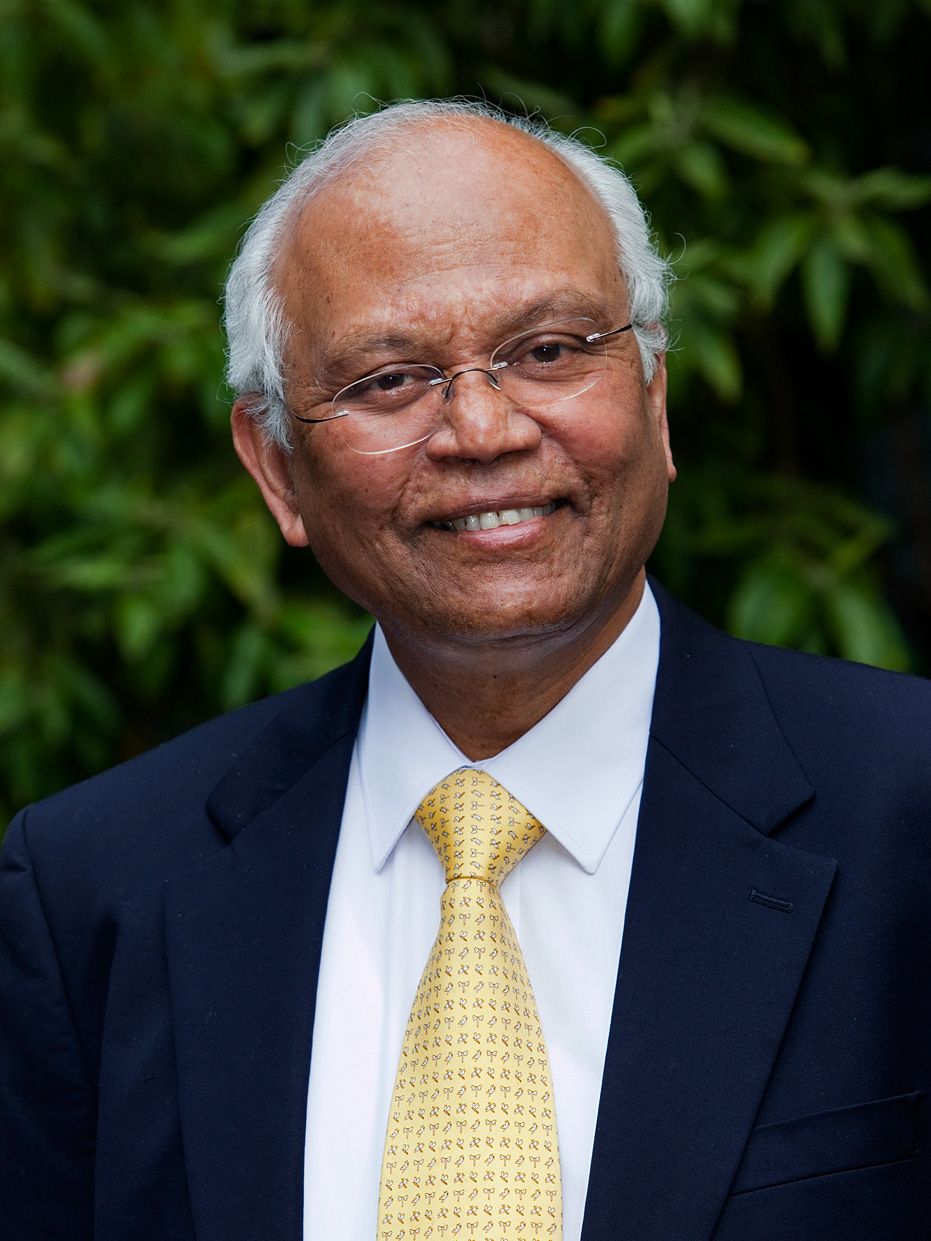
Raghunath Mashelkar

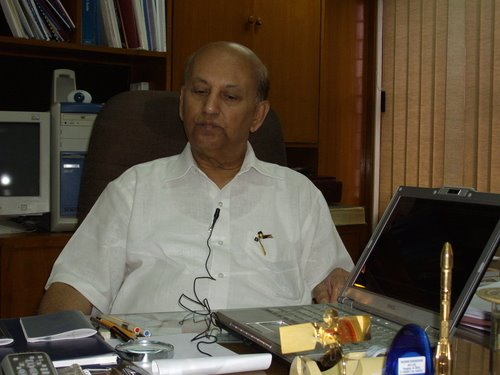
U. R. Rao

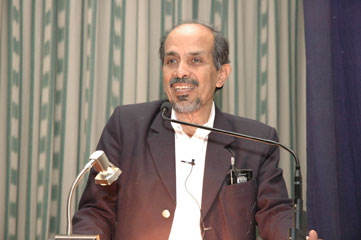
Roddam Narasimha

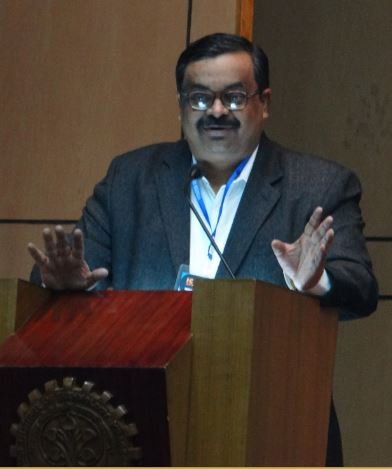
Partha Pratim Chakraborty

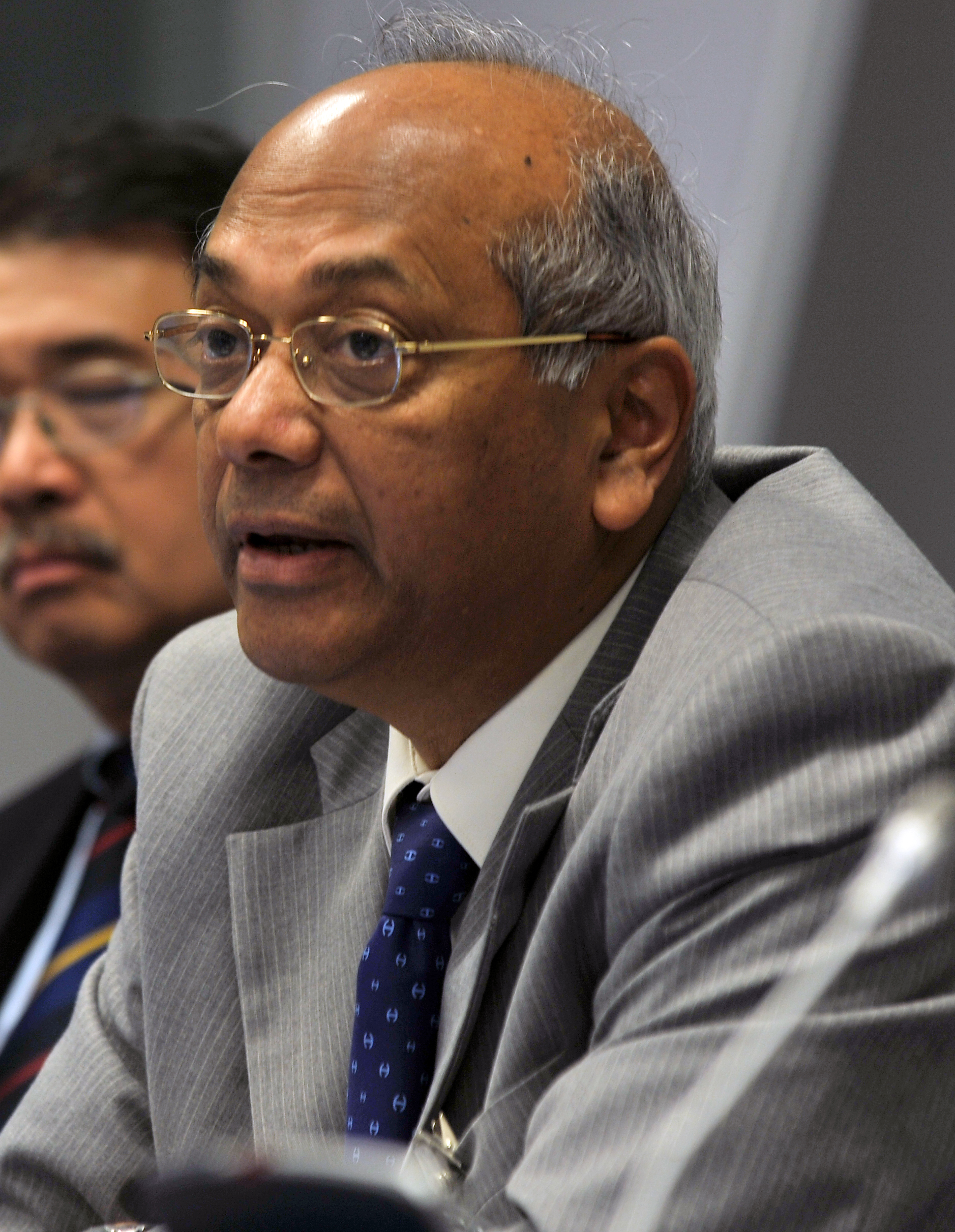
Srikumar Banerjee

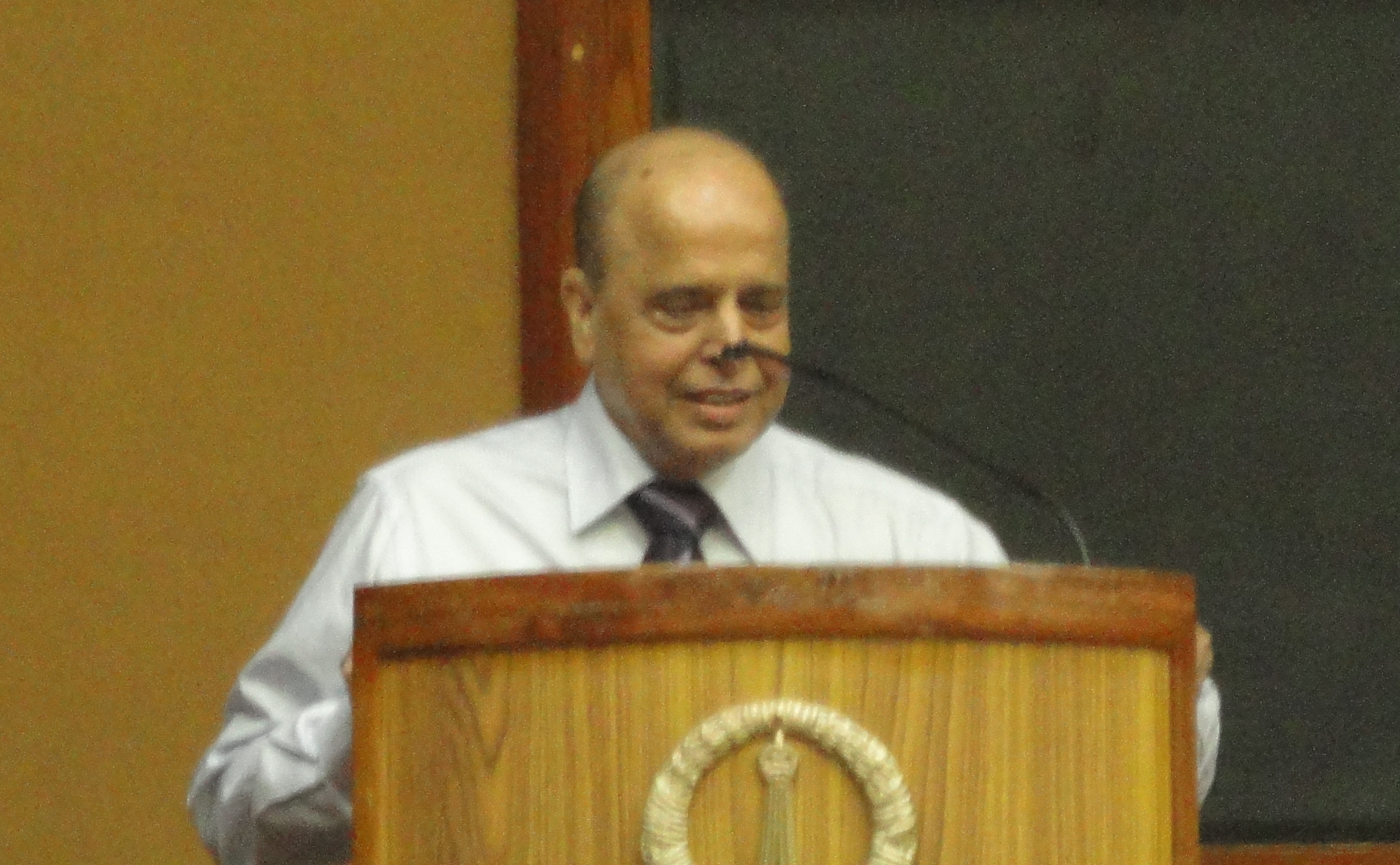
K. Kasturirangan

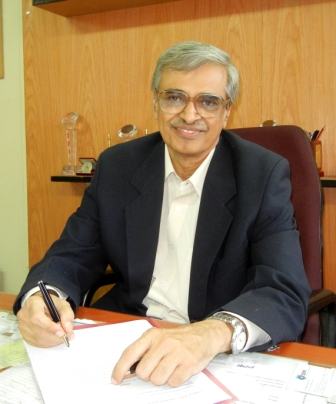
Kamanio Chattopadhyay

| Année | Lauréat                                           | Lieu           | Spécialisation                       |
| ----- | ------------------------------------------------- | -------------- | ------------------------------------ |
| 1960  | Homi Sethna                                       | Maharashtra    | Génie chimique                       |
| 1962  | Man Mohan Suri (en)                               | Punjab         | Suri-Transmission                    |
| 1963  | Brahm Prakash (en)                                | Punjab         | Métallurgie                          |
| 1964  | Bal Raj Nijhawan (en)                             | Uttar Pradesh  | Métallurgie                          |
| 1965  | Ayyagari Sambasiva Rao (en)                       | Telangana      | Ingénierie électronique              |
| 1966  | Jai Krishna (en)                                  | Uttar Pradesh  | Ingénierie des tremblements de terre |
| 1967  | Tanjore Ramachandra Anantharaman (en)             | Tamil Nadu     | Métallurgie                          |
| 1968  | Kshitish Ranjan Chakravorty (en)                  | Tamil          | Engrais                              |
| 1971  | Amitabha Bhattacharyya (en)                       | Sikkim         | Productique                          |
| 1972  | Govind Swarup (en)                                | Uttar Pradesh  | Radioastronomie                      |
| 1972  | Rajindar Pal Wadhwa (en)                          | Delhi          | Ingénierie des micro-ondes           |
| 1973  | Man Mohan Sharma (en)                             | Rajastan       | Génie chimique                       |
| 1974  | Roddam Narasimha (en)                             | Karnataka      | Dynamique des fluides                |
| 1974  | Mangalore Anantha Pai (en)                        | Karnataka      | Power systems                        |
| 1975  | Udipi Ramachandra Rao (en)                        | Karnataka      | Space science                        |
| 1976  | Rajinder Kumar (en)                               | Punjab         | Multiphase phenomena                 |
| 1976  | Vaidyeswaran Rajaraman (en)                       | Tamil Nadu     | Computer science                     |
| 1978  | Digvijai Singh (en)                               | Uttar Pradesh  | Fluid-Film lubrication               |
| 1978  | S. N. Seshadri (en)                               | Kerala         | Control systems                      |
| 1979  | Palle Rama Rao (en)                               | Andhra Pradesh | Métallurgie                          |
| 1980  | Vallampadugai Srinivasa Raghavan Arunachalam (en) | Karnataka      | Science des matériaux                |
| 1981  | S. C. Dutta Roy (en)                              | West Bengal    | Traitement du signal                 |
| 1982  | Raghunath Anant Mashelkar (en)                    | Goa            | Génie chimique                       |
| 1983  | Suhas Pandurang Sukhatme (en)                     | Maharashtra    | Transfert thermique                  |
| 1983  | Krishnaswamy Kasturirangan (en)                   | Kerala         | Space science                        |
| 1984  | D. D. Bhawalkar (en)                              | Madhya Pradesh | Optical physics                      |
| 1984  | Paul Ratnasamy (en)                               | Tamil Nadu     | Catalyse                             |
| 1985  | Patcha Ramachandra Rao (en)                       | Andhra Pradesh | Métallurgie                          |
| 1986  | Manohar Lal Munjal (en)                           | Punjab         | Ingénierie du son                    |
| 1987  | Shrikant Lele (en)                                | Uttar Pradesh  | Thermodynamique informatique         |
| 1988  | Surendra Prasad (en)                              | Delhi          | Traitement du signal                 |
| 1988  | B. D. Kulkarni (en)                               | Maharashtra    | Chemical reaction engineering        |
| 1989  | Gundabathula Venkateswara Rao (en)                | Kerala         | Finite element methods               |
| 1989  | Srikumar Banerjee (en)                            | West Bengal    | Métallurgie                          |
| 1990  | Sankar Kumar Pal (en)                             | West Bengal    | Fuzzy neural network                 |
| 1990  | Gangan Prathap (en)                               | Singapore      | Structural mechanics                 |
| 1991  | Jyeshtharaj Joshi (en)                            | Maharashtra    | Nuclear science                      |
| 1992  | Vivek Borkar (en)                                 | Maharashtra    | Stochastic control                   |
| 1993  | Dipankar Banerjee                                 | Karnataka      | Métallurgie                          |
| 1993  | Suresh Kumar Bhatia (en)                          | Australia      | Catalyse                             |
| 1994  | Govindan Sundararajan (en)                        | Andhra Pradesh | Surface engineering                  |
| 1995  | Kamanio Chattopadhyay (en)                        | West Bengal    | Métallurgie physique                 |
| 1997  | Devang Vipin Khakhar (en)                         | Maharashtra    | Polymer processing                   |
| 1998  | Anurag Sharma (en)                                | Delhi          | Photonique                           |
| 1998  | Ashok Jhunjhunwala (en)                           | West Bengal    | Télécommunications                   |
| 1999  | Ramarathnam Narasimhan (en)                       | Tamil Nadu     | Fracture mechanics                   |
| 2000  | Viswanathan Kumaran (en)                          | Tamil Nadu     | Dynamique des fluides                |
| 2000  | Partha Pratim Chakraborty (en)                    | West Bengal    | Computer science                     |
| 2002  | Ashutosh Sharma (en)                              | Rajastan       | Génie chimique                       |
| 2003  | Atul Chokshi (en)                                 | Karnataka      | Materials engineering                |
| 2003  | Soumitro Banerjee (en)                            | West Bengal    | Théorie de la bifurcation            |
| 2004  | Subhasis Chaudhuri (en)                           | West Bengal    | Traitement de l'image                |
| 2004  | Vivek Ranade (en)                                 | Maharashtra    | Dynamique des fluides                |
| 2005  | V. Ramgopal Rao (en)                              | Andhra Pradesh | Nanoélectronique                     |
| 2005  | Kalyanmoy Deb (en)                                | Tripura        | Informatique                         |
| 2006  | Ashish Kishore Lele (en)                          | Maharashtra    | Chimie macromoléculaire              |
| 2006  | Sanjay Mittal (en)                                | Uttar Pradesh  | Dynamique des fluides numérique      |
| 2007  | Rama Govindarajan (en)                            | Telangana      | Dynamique des fluides                |
| 2007  | B. S. Murty (en)                                  | Tamil Nadu     | Métallurgie                          |
| 2008  | Ranjan Mallik (en)                                | Delhi          | Communications theory                |
| 2009  | Giridhar Madras (en)                              | Karnataka      | Polymer engineering                  |
| 2009  | Jayant Haritsa (en)                               | Karnataka      | Computer science                     |
| 2010  | G. K. Ananthasuresh (en)                          | Tamil Nadu     | Topology optimization                |
| 2010  | Sanghamitra Bandyopadhyay (en)                    | West Bengal    | Computer science                     |
| 2011  | Sirshendu De (en)                                 | West Bengal    | Génie chimique                       |
| 2011  | Upadrasta Ramamurty (en)                          | Andhra Pradesh | Materials engineering                |
| 2012  | N. Ravishankar (en)                               | Karnataka      | Nanostructured materials             |
| 2012  | Shanthi Pavan (en)                                | Tamil Nadu     | VLSI Designs                         |
| 2013  | Bikramjit Basu (en)                               | West Bengal    | Ceramic engineering                  |
| 2013  | Suman Chakraborty (en)                            | West Bengal    | Nanofluids                           |
| 2014  | S. Venkata Mohan (en)                             | Andhra Pradesh | Environmental engineering            |
| 2014  | Soumen Chakrabarti (en)                           | Maharashtra    | Computer science                     |
| 2015  | Yogesh M. Joshi (en)                              | Maharashtra    | Rheology                             |
| 2016  | Avinash Kumar Agarwal (en)                        | Rajasthan      | Mechanical engineering               |
| 2016  | Venkata Padmanabhan (en)                          | Karnataka      | Computer science                     |
| 2017  | Aloke Paul (en)                                   | West Bengal    | Materials engineering                |
| 2017  | Neelesh B. Mehta (en)                             | Karnataka      | Wireless communications              |